# Верхнетакерменское сельское поселение
Верхнетакерменское се́льское поселе́ние — муниципальное образование в Мензелинском районе Татарстана Российской Федерации.
Административный центр — село Верхний Такермен.

## История
Статус и границы сельского поселения установлены Законом Республики Татарстан от 31 января 2005 года № 50-ЗРТ «Об установлении границ территорий и статусе муниципального образования "Мензелинский муниципальный район" и муниципальных образований в его составе».

## Население
| 2010 | 2011 | 2012 | 2013 | 2014 | 2015 | 2016 |
| ---- | ---- | ---- | ---- | ---- | ---- | ---- |
| 868  | ↘862 | ↘852 | ↘840 | ↘833 | ↗836 | ↘816 |
| 2017 | 2018 |      |      |      |      |      |
| ↘793 | ↘777 |      |      |      |      |      |

## Состав сельского поселения
| № | Населённый пункт   | Тип населённого пункта       | Население |
| - | ------------------ | ---------------------------- | --------- |
| 1 | Верхний Такермен   | село, административный центр |           |
| 2 | Подгорный Такермен | село                         |           |